# Amanda Gorman
Amanda S. C. Gorman (7. marts 1998, Los Angeles) er en amerikansk digter og aktivist fra Los Angeles, Californien . Gormans arbejder fokuserer på spørgsmål som undertrykkelse, feminisme, race og marginalisering samt den afrikanske diaspora.
Hun udgav digtsamlingen The One for Whom Food Is Not Enough i 2015. I 2021 leverede hun sit digt "The Hill We Climb" ved indvielsen af den amerikanske præsident Joe Biden.

## Udmærkelser
- 2014 - Youth Poet Laureate of Los Angeles.[2]
- 2017 - National Youth Poet Laureate.